# Synodontis arnoulti
Synodontis arnoulti és una espècie de peix de la família dels mochòkids i de l'ordre dels siluriformes.

## Morfologia
Els mascles poden assolir els 13,6 cm de llargària total.

## Distribució geogràfica
Es troba a Àfrica: conca del riu Volta.

## Estat de conservació
La seua principal amenaça és la desforestació.